# 埃尔皮塔尔山
埃尔皮塔尔山（Cerro El Pital）是位于中美洲的一座山，位于洪都拉斯和萨尔瓦多的交界处。山顶距附近的拉帕尔马小镇约12 km（7 mi），山峰高2,730米（8,957英尺），是萨尔瓦多的最高点。山区地处温带雨林，年平均气温10 °C（50 °F）。
埃尔皮塔尔山是萨尔瓦多重要的旅游景点，山区存有许多濒危的动植物。

## 气候
每年的11月到次年2月，山区气温在−6 °C（21 °F）到10 °C（50 °F）左右，已有气象记录下最低温出现在1956年2月。其他月份温度在5 °C（41 °F）到20 °C（68 °F）之间。山区是萨尔瓦多全国最冷的地区。